# Tankcsapda
Tankcsapda es una banda de hard rock/heavy metal procedentes de Debrecen, Hungría, activos desde 1989 hasta hoy día. Conformada originalmente por tres amigos, Lukács, László (guitarra, voz), Buzsák George (batería), y Toth "Labin" Laboncz Attila (bajo).

## Historia
La primera alineación original es conocida después de 1989 y así se llamó desde el primer día de su formación, El 14 de octubre de ese año, debutando con el demo Baj van!! un álbum de estilo punk tendiente al rock. 

## Miembros
Miembros Actuales
- Lukács Laci – Voz, bajo  (desde 1992), 1989-1992 Voz, guitarra solista
- Cseresznye (Molnár Levente) – Guitarra solista (desde 1992)
- Fejes Tamás – batería (desde 2000)

## Discografía
- Baj van!! (1989, demo )
- Punk and Roll (1990, casete)
- '91 demo (1991, casete)
- A legjobb méreg (1992, casete)
- Baj van '93 demo (1993, casete)
- Punk and Roll és A legjobb méreg (1994) (2 album 1 kazettán, illetve CD-n)
- Jönnek a férgek (1994) (CD)
- Az ember tervez (1995) (CD)
- Eleven (koncertfelvétel – 1996) (CD)
- Connektor :567: (1997) (CD)
- Ha zajt akartok! (1999) (CD)
- Tankológia (kizárólag kiadatlan felvételek – 1999) (CD)
- Agyarország (2001) (CD)
- Baj van!! (2002, az 1989-es demó bővített kiadása) (CD)
- Élni vagy égni (2003) (CD)
- A legjobb mérgek („Best of” válogatás – 2004) (dupla CD)
- Mindenki vár valamit (2006) (CD+koncert DVD)
- Elektromágnes (2007) (CD+klipeket tartalmazó DVD)

- Datos: Q902033